# Miguel Canela
Miguel Canela Lázaro (Santiago de los Caballeros, 1894; Santo Domingo, 1977) fue un anatomista, agrimensor y conservacionista dominicano 
.
El ligamento de Rouvière y Canela (el cual se puede apreciar en la Fig. 15 de "Anatomy of the ankle ligaments: a pictorial essay" 
) lleva su nombre y el de su supervisor en la Universidad de París, Henri Rouvière, por su trabajo en equipo

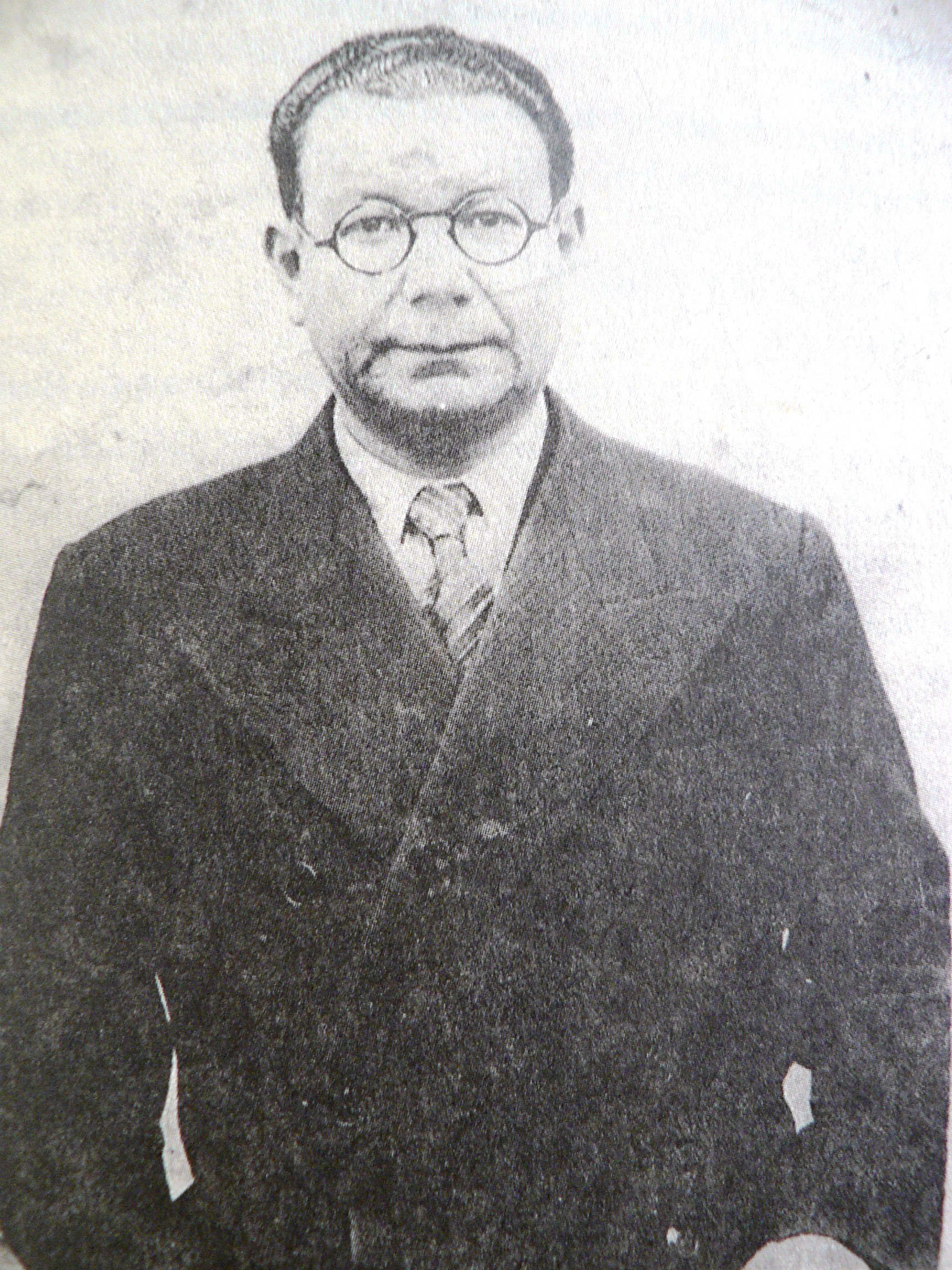
Miguel Canela Lázaro

.

## Formación inicial
En 1913 fue nombrado director de la principal escuela de varones de Salcedo, la escuela San Lorenzo. En 1914 renuncia al cargo para ingresar a la Universidad de Santo Domingo, donde estudia matemáticas para agrimensura durante dos años y asistiendo a cursos de ingeniería por un año.  
Llega a ser profesor de matemáticas y ciencias naturales en la Escuela Normal de Santo Domingo. En 1922, realiza un informe donde da cuenta detallada de la situación de la floresta dominicana en la Cordillera Central y de la importancia de conservarla. 
Después de graduarse de agrimensor decide estudiar medicina en 1921, Una vez titulado, se traslada desde la capital dominicana a Salcedo y San Francisco de Macorís para ejercer su nueva profesión con gran apego a la ética médica. 
En 1926 realiza conjuntamente con el Dr. Juan Bautista Pérez Rancier la mensura y delimitación de la primera área protegida de la República Dominicana, el Vedado del Yaque, la cual concluye en 1928. En 1948 realiza nuevamente la mensura del área, la que a partir de 1951 pasó a denominarse parque nacional J. Armando Bermúdez. (Gaceta Oficial No.7346 del 3 nov de 1951).

## Descubrimiento anatómico
Durante su estancia en París en la década de 1930, trabajó en el Laboratorio de Anatomía de la Facultad de Medicina de la Universidad de París (hoy París V, Universidad Rene Descartes) dirigido por el anatomista francés Profesor Dr. Henri Rouvière (1876-1952), siendo nombrado Assistant Ètranger de Rouvière. Como discípulo realiza una investigación sobre los ligamentos de la articulación tibio-tarsiana y astrágalo-calcanea posterior (tobillo) y luego de un concienzudo estudio de la misma, llega a la conclusión de haber encontrado un ligamento nunca antes mencionado en los libros de anatomía, el ligamento peroneo-astrágalo-calcáneo y lo bautiza como ligamento Rouvière. Sin embargo el maestro francés, en reconocimiento a la labor de su discípulo dominicano le asigna el nombre de Ligamento Canela-Rouvière (aunque en el libro de anatomía de Rouvière aparece como ligamento Rouvière-Canela).
Este descubrimiento fue difundido por su gran relevancia y registrado además en los Anales de Anatomía Patológica y de Anatomía Normal Médico-Quirúrgica, publicación de los editores Masson et Cie.(Rouvière H, Canela M: Le ligament peronéo-astragalo-calcanéen. Ann Anat Pathol 1932; (9): 745-50).

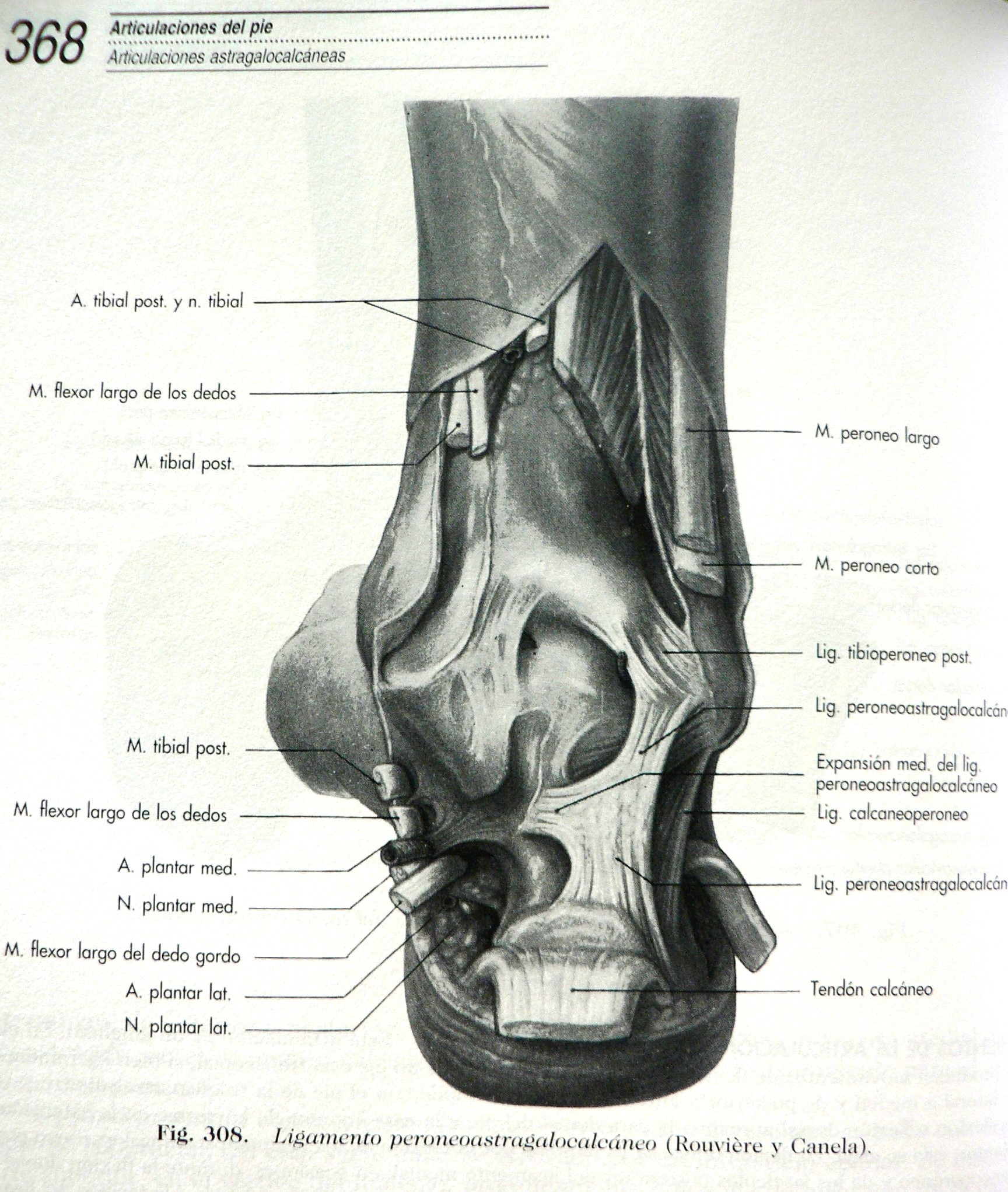
Ligamento Rouviere-Canela

## Nuevos aportes a la Anatomía
Enviado por Rouvière a Alemania, Canela realiza estudios sobre los linfáticos pélvicos. Confirmó la investigación de los alemanes perfeccionándola. Expuso sus investigaciones en Berlín donde demostró que las conexiones y cadenas linfáticas iban más allá de lo que se había investigado hasta el momento. 
El impacto de sus investigaciones hizo que en Francia le propusieran el título de Homme de Science (Hombre de Ciencias), pero Canela lo rechazó ya que debía hacerse ciudadano francés y renunciar a la ciudadanía dominicana. 
Como director de la tesis doctoral de Manoutchehr Hakim (¿-1981) en París, Recherches sur l'articulation sacro-illiaque chez l'homme et chez les anthropoides (1937) y publicado posteriormente en Annales d'anatomie pathologique et d'anatomie normale médico-chirurgicale, descubrió en la articulación sacroilíaca, el haz superficial íleo-articular del ligamento sacro-iliaco posterior y que es conocido con el epónimo de Hakim-Canela.

## Agente diplomático
Actuando en nombre y representación del Estado y del Gobierno Dominicano de entonces, Miguel Canela Lázaro estuvo suscribiendo en Fontainebleau el acta constitutiva de la entidad que agrupa gobiernos, entidades públicas, organizaciones especializadas en la conservación de la naturaleza y de personas con esta misma inclinación.  
República Dominicana fue uno de los primeros países del mundo que en fecha 5 de octubre de 1948 firmó la carta de Constitución de Unión Mundial para la Naturaleza, conocida por las siglas UICN debido a que originalmente se llamó Unión Internacional para la Conservación de la Naturaleza. 
Fallece el 1 de diciembre de 1977 en Santo Domingo por complicaciones cardiacas a la edad de 83 años.